# Матросовка (Башкортостан)
Матросовка (баш. Матросовка) — деревня в Кармаскалинском районе Республики Башкортостан Российской Федерации. Входит в состав Ефремкинского сельсовета.

## География

### Географическое положение
Расстояние до:
- районного центра (Кармаскалы): 16 км,
- центра сельсовета (Ефремкино): 3 км,
- ближайшей ж/д станции (Тазларово): 14 км.

## Население
| 2002 | 2009 | 2010 |
| ---- | ---- | ---- |
| 154  | ↗179 | ↘168 |

Национальный состав
Согласно переписи 2002 года, преобладающая национальность — чуваши (92 %).